# Отто Георг Тірак
Отто Георг Тірак (нім. Otto Georg Thierack) — німецький державний діяч, групенфюрер СА (1942). Президент Народної судової палати (1936—1942), рейхсміністр юстиції Німеччини (1942—1945).

## Життєпис
Тірак вивчав юриспруденцію в Марбургському і Лейпцизькому університетах; в лютому 1914 отримав ступінь доктора права. Добровольцем брав участь у Першій світовій війні, дослужився до лейтенанта, був нагороджений Залізним хрестом 2-го ступеня.
У 1918 році демобілізований; практикуючий юрист в Лейпцигу. У 1920 вступив на державну службу асессором. У 1921 призначений громадським обвинувачем земельного суду в Лейпцигу, в 1926 — Вищого земельного суду в Дрездені.
1 серпня 1932 року вступив у НСДАП.
Після приходу до влади нацистів в 1933 році призначений міністром юстиції Саксонії. У 1935 став віце-президентом Імперської судової палати в Лейпцигу і уповноваженим Імперського міністерства юстиції щодо уніфікації земельної юстиції. При створенні посади президента Народної судової палати 1 травня 1936 призначений її президентом.
З серпня 1939 по квітень 1940 року служив в армії, капітан. 24 серпня 1942 призначений імперським міністром юстиції і президентом Академії німецького права.
21 квітня 1943 року санкціонував депортацію польських і єврейських в'язнів з тюрем Імперського міністерства юстиції в концтабори.

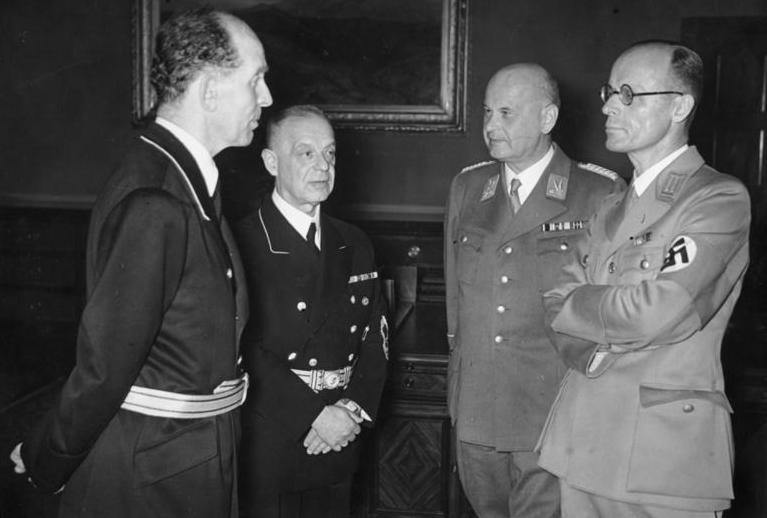
Зліва направо: Роланд Фрайслер, Франц Шлегельбергер, Отто Георг Тірак і Курт Ротенбергер (1942).

Зберіг посаду в уряді К. Деніца. У травні 1945 заарештований британськими військами. Мав постати перед американським процесом над нацистськими суддями, проте наклав на себе руки в таборі для переміщених осіб Зеннелагер.

## Нагороди
- Залізний хрест 2-го класу
- Орден Альберта (Саксонія), лицарський хрест 2-го класу з мечами
- Почесний хрест (Ройсс) з короною і мечами
- Почесний хрест ветерана війни з мечами
- Золотий партійний знак НСДАП